# Nabočany
Nabočany település Csehországban, a Chrudimi járásban. Nabočany Hrochův Týnec, Kočí, Honbice, Trojovice és Dolní Bezděkov településekkel határos. Lakosainak száma 124 fő (2024. január 1.).

## Népesség
A település lakosságának változását az alábbi diagram mutatja:
| Lakosok száma | 304  | 307  | 320  | 192  | 145  | 106  | 132  | 130  | 125  | 124  |
|               | 1869 | 1900 | 1921 | 1961 | 1980 | 2011 | 2016 | 2019 | 2021 | 2024 |